# 沼里村
沼里村（ぬまさとむら）は茨城県稲敷郡にかつて存在した村である。

## 地理
- 現在の稲敷市、旧江戸崎町の北西部に位置する。
- 村域は台地と平地が入り組む谷戸が多い地形になっている。

## 歴史
村名は沼田村の沼と月出里村の里を組み合わせて沼里村となった。

### 村域の変遷
- 1889年（明治22年）4月1日 - 町村制施行により、蒲ケ山村・月出里村・時崎村・沼田村・小羽賀村が合併し信太郡沼里村が発足。
- 1896年（明治29年）4月1日 - 信太郡は河内郡と合併し稲敷郡が発足。稲敷郡沼里村になる。
- 1954年（昭和29年）11月3日 - 沼里村は江戸崎町・君賀村・鳩崎村・高田村とともに合併し江戸崎町が発足。沼里村は消滅。

変遷表
| 1868年 以前 | 1868年 以前 | 1868年 以前 | 明治22年 4月1日 | 明治29年 4月1日 | 明治29年 4月1日 | 昭和29年 11月3日 | 平成17年 3月22日 | 現在   |
| ----------- | ----------- | ----------- | --------------- | --------------- | --------------- | ---------------- | ---------------- | ------ |
| 信太郡      |             | 蒲ケ山村    | 沼里村          | 稲敷郡 発足     | 沼里村          | 江戸崎町         | 稲敷市           | 稲敷市 |
| 信太郡      | 月出里村    |             | 沼里村          | 稲敷郡 発足     | 沼里村          | 江戸崎町         | 稲敷市           | 稲敷市 |
| 信太郡      | 時崎村      |             | 沼里村          | 稲敷郡 発足     | 沼里村          | 江戸崎町         | 稲敷市           | 稲敷市 |
| 信太郡      | 沼田村      |             | 沼里村          | 稲敷郡 発足     | 沼里村          | 江戸崎町         | 稲敷市           | 稲敷市 |
| 信太郡      | 小羽賀村    |             | 沼里村          | 稲敷郡 発足     | 沼里村          | 江戸崎町         | 稲敷市           | 稲敷市 |

## 人口・世帯

### 人口
総数 [単位： 人]
| 1891年（明治24年） | 1,205 |
| 1920年（大正 9年） | 1,471 |
| 1935年（昭和10年） | 1,540 |
| 1950年（昭和25年） | 1,880 |

### 世帯
総数 [単位： 世帯]
| 1920年（大正 9年） | 254 |
| 1935年（昭和10年） | 273 |
| 1950年（昭和25年） | 328 |